# Korbinian Brodmann

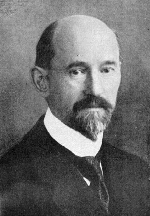
Korbinian Brodmann

Korbinian Brodmann, Hohenfels 17 november 1868 - München 22 augustus 1918, was een Duits neuroloog die bekend is geworden door zijn indeling in 52 gebieden van de schors van de grote hersenen, op grond van de cytoarchitectuur en van de histologische kenmerken van de hersenen. Deze hersenkaart met de zogenaamde brodmanngebieden wordt ook in onze tijd nog veelvuldig als standaardaanduiding gebruikt van diverse hersengebieden.